# Pustula
Pústula je z gnojem napolnjen mehurček na koži. Pogosto se pojavijo zaradi bakterijske okužbe lasnega mešička (folikulitis), lahko pa tudi zaradi določenih vnetnih bolezni, kot je na primer pustularna luskavica. Pogoste so tudi pri mozoljavosti. Pojavijo se lahko kjerkoli po telesu, najpogosteje pa po obrazu, ramenih, hrbtu, po oprsju in na predelih povečanega znojenja (dimlje, pazduha).